# Konrad Hoffmann (Politiker, 1894)

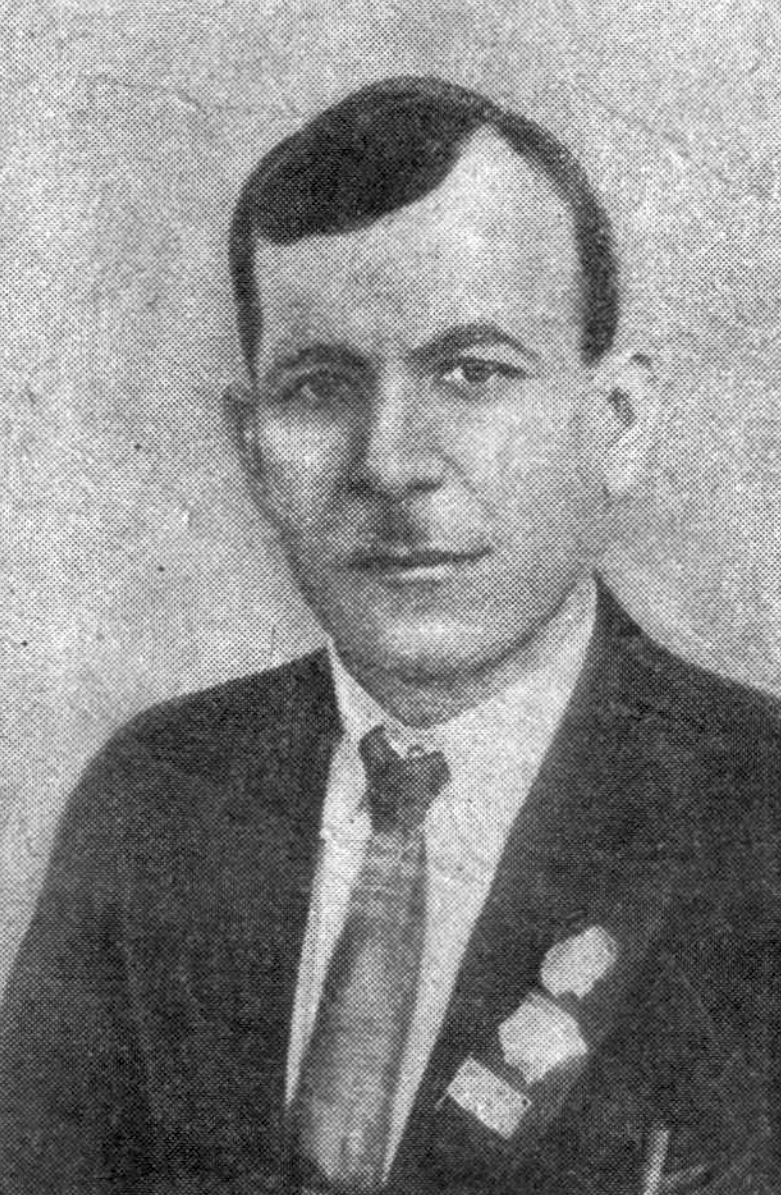
Konrad Hoffmann (Zeichnung 1938)

Konrad Hoffmann (russisch Конрад Генрихович Гофман, wiss. Transliteration Konrad Genrichovič Gofman; * 1894 in Pokrowskaja sloboda, Russisches Kaiserreich; † 1977 in Andischan, Usbekische SSR) war ein sowjetisch-wolgadeutscher Politiker. Von 1938 bis 1941 war er das Staatsoberhaupt der Wolgadeutschen Republik.

## Leben
Konrad Hoffmann war Wolgadeutscher und stammte aus einer Arbeiterfamilie. 1924 kam es zur Gründung der Wolgadeutschen Republik, einer Autonomen Sozialistischen Sowjetrepublik innerhalb der Russischen SFSR. Während des Ersten Weltkriegs diente Hoffmann in der russischen Armee und kämpfte im Kaukasus. Von 1918 bis 1936 arbeitete er als Hilfsführer, dann als Lokomotivführer in der Stadt Engels. 1924 wurde er Mitglied der KPdSU. In den Jahren 1936 bis 1937 war er Meister und Leiter eines Lokomotivdepots.
Ab Juli 1938 war Hoffmann Vorsitzender des Präsidiums des Obersten Sowjets der Wolgadeutschen ASSR – also deren Staatsoberhaupt. Ebenfalls seit 1938 war er Abgeordneter im Obersten Sowjet der UdSSR.
Mit dem deutschen Überfall auf die Sowjetunion im Juni 1941 änderte sich die Lage für Hoffmann dramatisch. Am 13. und 14. Juli 1941 appellierte er zusammen mit Alexander Heckmann, letzter Regierungschef sowie Vorsitzender des Rates der Volkskommissare der ASSR an das deutsche Volk, nicht das Blut des Sowjetvolkes zu vergießen und die Waffen gegen Adolf Hitler und die "faschistischen Kannibalen" zu richten. Obwohl er sich deutlich gegen das Dritte Reich und den Faschismus geäußert hatte, wurde er im September 1941 aller politischen Ämter enthoben. Die Wolgadeutsche ASSR wurde indes aufgelöst und deren deutschstämmige Bevölkerung nach Zentralasien und Sibirien deportiert. Hoffmann wurde der Sabotage bezichtigt, vom NKWD verhaftet und musste Zwangsarbeit leisten. Nach dem Krieg kam er wieder frei, und konnte sich mit seiner Familie im usbekischen Andischan niederlassen. Dort arbeitete er bei einem Bahnbetrieb und verstarb mit 82 Jahren im Jahr 1977. 1996 wurde er offiziell postum rehabilitiert.